# 松井珠理奈
松井珠理奈（日语：／ Matsui Jurina */?；1997年3月8日—）是日本女藝人，為女子偶像團體SKE48 Team S前成員，曾兼任姐妹團體AKB48 Team K，愛知縣春日井市出身，所屬經紀公司為Irving。2008年以SKE48一期生身分出道，2021年4月30日自SKE48畢業。被公認為SKE48的「王牌」（ACE）成員，也是SKE48最後一位畢業的創團成員。

## 經歷

### 2008年－2010年
2008年7月31日，松井在SKE48第1期生甄選中合格（報名總數2,670人，最終合格者22人），並於8月23日初次以SKE48身分在日比谷野外大音樂堂舉行的「AKB48夏祭り音樂會」，向在場觀眾打招呼。10月5日，成為SKE48 1st Stage「PARTY開始了」（SKE第1次公演）16位選拔成員之一，首次參加公演，為當時團內的最年少成員。10月，AKB48第10張單曲《大聲鑽石》發行，松井成為單曲選拔成員，此為首次有SKE48成員入選，單曲錄音時並沒有在AKB48劇場演出過、亦非AKB48正式成員，卻異例的以SKE48代表被選拔參加AKB48單曲，與初代中心成員前田敦子一起擔任Double Center（雙中心成員），在PV飾演主角，並且使用松井的獨照做為單曲封面，此舉引起了話題。「最年少單曲選拔成員」的紀錄也被刷新為11歲又228天。
2009年3月，16位SKE選拔成員組成「Team S」，松井成為Team S成員之一。8月5日，SKE48的第一張單曲《坚强之勇者》發行，Team S全員参加；12月31日，松井首次與AKB48成員一同於NHK紅白歌合戰中登場，為個人首次於NHK紅白歌合戰登場之記錄。
2010年3月24日，SKE48的第二張單曲《蓝天下的单相思》發售，選拔成員制度開始實施，松井被選為選拔成員。而截至此時，SKE48發行的所有單曲中，松井皆入選，並在PV和現場表演擔任中心位置演出成員。同年6月8号，举行AKB48第17張單曲選拔總選舉「向母親發誓，這是真的」总选举，得到第10名进入17th单曲媒体组。11月16日，参加在澳门举办的小型演唱会“KYORAKU presents AKB48 SKE48 LIVE!in ASIA”，是第一次参加海外演唱会。

### 2011年－2013年
2011年4月起，松井參演連續劇《馬路須加學園2》，在劇中飾演「Center」。5月，開始擔任流行雜誌《LOVE BERRY》的專屬模特（6月號起）。10月29日，松井初次參演的電影上映，在片中飾演女高中生（拍摄時年僅13歲）。
2012年1月26日，松井在SKE48公演中透露完成初中升高中考試。在2月4日透過Google+和blog向支持者報告已收到高校的入學考試合格通知。3月24日，暫時兼任SKE48 Team S以及AKB48 Team K成員的消息正式發表。4月7日，擔任配角參演TBS電視台SP劇《黑板〜與時代戰鬥的教師們〜》的第三夜。6月6日，在AKB48第27張單曲選拔總選舉中获得第九名。8月24日，在深夜剧《馬路須加學園3》中出演角色信长。9月18日，總製作人秋元康在Google+透露AKB48第28張單曲《UZA》由大島優子和松井擔任雙Center，因此令松井繼《大聲鑽石》後，第二次成為AKB48冠名單曲中心成員。
2013年2月12日，在AKB48总体出演的深夜剧《So long!》中第二话出场，和大岛优子共同担当主角，出演角色仓林翼。6月8日，在「AKB48第32張單曲選拔總選舉」中以总票数77170票獲得第6名佳績。9月18日在日本武道館舉行的「AKB48第34張單曲選拔猜拳大會」中，松井一反過去在前面階段即已出局的紀錄，連續勝過七名對手而取得最後冠軍，首次成為單曲作品的唯一中心成員。

### 2014年－2015年
2014年2月24日，於「AKB48集團大組閣祭」中宣布留任SKE48 Team S，並繼續兼任AKB48 Team K。。3月19日，在ske48 14th单曲《未來是什麼？》中担任主角，首周销量夺公信榜冠军。6月7日，於AKB48第37張單曲選拔總選舉中得到第4名，為首次進入前5名的成績。
2015年1月25号，其担任主角的歌曲《倘若在梧桐樹的路上對你說「我夢見了你的微笑」之後我們的關係會有什麼樣的變化呢、我兀自持續想了好多天最後有點難為情地得到了一個結論》在“AKB48 Request Hour Setlist1035 2015”中排名第一位。6月6日，AKB48第41張單曲選拔總選舉在福冈举行开票活动，以105,289的票數獲得第5名。9月9日，推出写真集《Jurina》。10月22日，於廣播節目《AKB48的All Night Nippon》中宣布將解除兼任AKB48的Team K成員身分。12月24日，Team K送别會告別演出並正式解除兼任 。

### 2016年－2020年
2016年4月于TBS电视剧《我不是無法結婚，是不婚》中饰演女主人公中谷美纪的高中时期。6月18日，AKB48第45張單曲選拔總選舉在新潟举行开票活动，获得第三名，个人名次最高。6月20日，出演日美合作悬疑剧《CROW’S BLOOD》。7月主演TBS悬疑恐怖深夜剧《死币》。10月1日，在SHOWROOM中宣布自己移籍Irving事务所。
2017年1月9日，参加自己的成人式。1月22日，出演《豆腐職業摔角》连续剧。2月22日发售的SKE48的第二张专辑《革命之丘》的独唱《花占い》第一次亲自作词。3月19日，宣布她和宮脇咲良成为AKB48 48th单曲的雙人Center。6月17日，於AKB48第49张单曲选拔总选举中获得第3名，成为第49张单曲的选拔成员。
2018年4月，與其他38名AKB48集團的成員，一起赴韓參加韓國電視台Mnet的選秀節目《PRODUCE 48》。6月16日，於AKB48第53张单曲选拔总选举以194,453票获得第1名，首次在AKB48選拔總選舉奪冠。7月7日起，因健康問題暫停所有演藝活動，同時也從《PRODUCE 48》退賽。2018年9月7日，重啟演藝活動。
2020年2月7日，在Team S劇場公演上宣佈自己將自SKE48畢業。
2020年10月開設個人YouTube頻道，並參考粉絲的意見命名為「珠理奈HOUSE」。

### 2021年
2021年2月3日發行SKE48發行第27張單曲《墜入愛河Flag》，為松井的畢業單曲，這也是她最後一次擔任單曲的Center。4月11日，於名古屋市綜合體育館舉行畢業演唱會「畢業在即！全員集合〜Let's Sing！〜」、「松井珠理奈畢業演唱會@日本GAISHI HALL 〜珠理奈畢業會發生什麼！？～」。4月29日，於SKE48劇場舉行畢業公演「珠理奈真的能從SKE48畢業嗎？」。4月30日，正式從SKE48畢業。5月16日，出席SKE48發行第27張單曲《墜入愛河Flag》劇場盤現地談話會，此為她以SKE48成員身分參加的最後一場活動。

## 人物

### 特徵喜好
- 血型B型。松井為獨生女[21]。原本想命名為Juri，取「樹里」二字，但因為已有同學用了「樹里」此名，所以就嘗試變了很多漢字寫法來配合Juri，最終珠理奈母親選擇了其中最好的「珠理奈」[22]。
- 座右銘為「全力投球」。喜歡的話是「不與他人比較，自己就是自己」[23]。喜歡的食物是媽媽做的肉醬義大利麵[23]。興趣料理、製作餅乾[23]。
- 將來夢想為演員[23]。
- 小時候養過哈士奇。至2014年飼養了兩隻貴賓犬[24]。戶外系，擅長田徑。短跑曾獲市運大會百米第二名[25]。曾擔任班長[26]。
- 中學時期因與年齡不符的成熟的外表，經常讓共演者在得知其年齡後而嚇到。
- 擅长冷笑话。

### 48系相關
- 產生加入SKE48想法的契機是「NHK紅白歌合戰」上看到了AKB48。從小學三年級開始學習Hip Hop，本身就很喜歡唱歌跳舞。但當時還是小學六年級，得知在老家愛知縣要成立SKE48，於是報名[27]。秋元康稱其「10年一遇的逸材」[28]。

SKE48
- 是SKE48同儕領導者。會把在AKB48學習和感受到的事情告訴成員們[29]。雖然自11歲加入，年紀比大多數成員小，曾有所顧慮。但為了Team而好好的傳達會更好[30]。會觀看後輩的排練並進行指導[31]。
- 2017年11月30日大矢真那畢業離團後，SKE48的第一期生僅剩松井珠理奈一人。

AKB48
- 常被安排以AKB48的身分參加活動。喜愛的成員是AKB初代的篠田麻里子和小嶋陽菜，有時候會一起逛街、吃飯。
- 2012年3月24日，「業務連絡。拜託了，片山部長！in埼玉超級競技場」的第二日演唱會中宣布SKE48 Team S的松井珠理奈兼任Team K的成員，NMB48 Team N的渡邊美優紀兼任Team B的成員，有限期兼任AKB48正式成員。AKB48曾發生由原本AKB48的研究生移籍至SKE48，或兼任SDN48的AKB48成員畢業後完全移籍至SDN48，但姊妹團隊成員兼任AKB48成員則是首次。
- 2012年6月1日，首次作為Team K成員出演位於東京秋葉原AKB48劇場的Team K 6th「RESET」公演。曾在兩天內記住20首曲的全部舞蹈動作，並趕上了Team K全體排練進度。最終順利完成首場參與的AKB48全國巡演[32]。

## 音樂作品

### AKB48家族單曲CD
標註「★」符號者表示該首歌曲有拍攝MV
SKE48
|      | 發行日期       | 單曲名稱                | 參與歌曲名稱                | 名義                 | 收錄於         | MV | 備註                           |
| ---- | -------------- | ----------------------- | --------------------------- | -------------------- | -------------- | -- | ------------------------------ |
| 1st  | 2009年8月5日   | 堅強之勇者              | 堅強之勇者                  |                      | 全版本         | ★  | A面曲 Center                   |
| 2nd  | 2010年3月24日  | 蓝天下的单相思          | 蓝天下的单相思              |                      | 全版本         | ★  | A面曲 Center                   |
| 3rd  | 2010年7月7日   | 抱歉、SUMMER            | 抱歉、SUMMER                |                      | 全版本         | ★  | A面曲 與松井玲奈共同擔任Center |
| 4th  | 2010年11月17日 | 1！2！3！4！ 請多關照！ | 1！2！3！4！ 請多關照！     |                      | 全版本         | ★  | A面曲 與松井玲奈共同擔任Center |
| 4th  | 2010年11月17日 | 1！2！3！4！ 請多關照！ | TWO ROSES                   | Kinect               | 全版本         | ★  | 與松井玲奈合唱                 |
| 4th  | 2010年11月17日 | 1！2！3！4！ 請多關照！ | 秋櫻的記憶                  | 白組                 | Type-B         | ★  | Center                         |
| 4th  | 2010年11月17日 | 1！2！3！4！ 請多關照！ | 請讓我在你身邊              |                      | 劇場盤         |    |                                |
| 5th  | 2011年3月9日   | 萬歲Venus               | 萬歲Venus                   |                      | 全版本         | ★  | A面曲 與松井玲奈共同擔任Center |
| 5th  | 2011年3月9日   | 萬歲Venus               | 畢業式忘記的東西            | 白組                 | 除Type-B       | ★  | Center                         |
| 6th  | 2011年7月27日  | 翡翠色的沙灘裙          | 翡翠色的沙灘裙              |                      | 全版本         | ★  | A面曲 Center                   |
| 6th  | 2011年7月27日  | 翡翠色的沙灘裙          | 心跳的足跡                  | 白組                 | Type-A、劇場盤 | ★  | Center                         |
| 6th  | 2011年7月27日  | 翡翠色的沙灘裙          | 不會停止煙花                | 選擇8                | Type-C         |    | Center                         |
| 6th  | 2011年7月27日  | 翡翠色的沙灘裙          | 積木的時間                  |                      | 除劇場盤       |    |                                |
| 7th  | 2011年11月9日  | Okey Dokey              | Okey Dokey                  |                      | 全版本         | ★  | A面曲 Center                   |
| 7th  | 2011年11月9日  | Okey Dokey              | 火箭砲發射！                | 白組                 | Type-A、劇場盤 | ★  | Center                         |
| 7th  | 2011年11月9日  | Okey Dokey              | 來唱吧，我們的校歌          | Selection 8          | Type-C         |    | Center                         |
| 7th  | 2011年11月9日  | Okey Dokey              | 初戀的平交道                |                      | 除劇場盤       |    |                                |
| 8th  | 2012年1月25日  | 單戀Finally             | 單戀Finally                 |                      | 全版本         | ★  | A面曲 與松井玲奈共同擔任Center |
| 8th  | 2012年1月25日  | 單戀Finally             | 羞澀棒棒糖                  | 白組                 | Type-A、劇場盤 | ★  | Center                         |
| 8th  | 2012年1月25日  | 單戀Finally             | 沉默寡言月                  | 選擇8                | Type-C、劇場盤 |    | Center                         |
| 8th  | 2012年1月25日  | 單戀Finally             | 今天之前的事、今後的事      |                      | 除劇場盤       |    |                                |
| 9th  | 2012年5月16日  | I love you 我愛你！     | I love you 我愛你！         |                      | 全版本         | ★  | A面曲 Center                   |
| 10th | 2012年9月19日  | 接吻可是左撇子          | 接吻可是左撇子              |                      | 全版本         | ★  | A面曲 Center                   |
| 10th | 2012年9月19日  | 接吻可是左撇子          | 神的领域                    |                      | 全版本         |    | Center                         |
| 11th | 2013年1月30日  | 巧克力的奴隶            | 巧克力的奴隶                |                      | 全版本         | ★  | A面曲 Center                   |
| 11th | 2013年1月30日  | 巧克力的奴隶            | Darkness                    | 7舞者                | Type-A、劇場版 | ★  | Center                         |
| 12th | 2013年7月11日  | 美丽的闪电              | 美丽的闪电                  |                      | 全版本         | ★  | A面曲 與松井玲奈共同擔任Center |
| 12th | 2013年7月11日  | 美丽的闪电              | JYURI-JYURI BABY            | Team S               | Type-A         | ★  | Center                         |
| 13th | 2013年11月10日 | 贊成卡哇伊！            | 贊成卡哇伊！                |                      | 全版本         | ★  | A面曲 與松井玲奈共同擔任Center |
| 13th | 2013年11月10日 | 贊成卡哇伊！            | 一直一直在前方的今天        | Selection 18         | 全版本         |    |                                |
| 13th | 2013年11月10日 | 贊成卡哇伊！            | 道路為什麼繼續下去？        | 愛知豐田選拔         | 全版本         |    |                                |
| 14th | 2014年3月19日  | 未來是什麼？            | 未來是什麼？                |                      | 全版本         | ★  | A面曲 Center                   |
| 14th | 2014年3月19日  | 未來是什麼？            | GALAXY of DREAMS            | GALAXY of DREAMS     | Type-A         | ★  |                                |
| 14th | 2014年3月19日  | 未來是什麼？            | 像是貓豎起尾巴般            | Team S               | Type-B         | ★  |                                |
| 15th | 2014年7月30日  | 笨拙的太阳              | 笨拙的太阳                  |                      | 全版本         | ★  | A面曲 Center                   |
| 15th | 2014年7月30日  | 笨拙的太阳              | 就只是朋友                  | 精选10               | 全版本         |    | 與松井玲奈共同擔任Center       |
| 15th | 2014年7月30日  | 笨拙的太阳              | 放學後的比賽                | Team S               | Type-A         | ★  | Center                         |
| 16th | 2014年12月10日 | 12月的袋鼠              | 12月的袋鼠                  |                      | 全版本         | ★  | A面曲                          |
| 16th | 2014年12月10日 | 12月的袋鼠              | I love AICHI                | 愛知豐田選拔         | 全版本         |    |                                |
| 16th | 2014年12月10日 | 12月的袋鼠              | 永不消失的火焰              | Team S               | Type-A         | ★  | Center                         |
| 17th | 2015年3月31日  | 風情萬種塞車中          | 風情萬種塞車中              |                      | 全版本         | ★  | A面曲 與松井玲奈共同擔任Center |
| 17th | 2015年3月31日  | 風情萬種塞車中          | 我都知道                    |                      | 全版本         |    |                                |
| 17th | 2015年3月31日  | 風情萬種塞車中          | DIRTY                       | Team S               | Type-A         | ★  | Center                         |
| 18th | 2015年8月12日  | 向前衝                  | 向前衝                      |                      | 全版本         | ★  | A面曲                          |
| 18th | 2015年8月12日  | 向前衝                  | 美妙的罪惡感                | Team S               | Type-A         | ★  | Center                         |
| 19th | 2016年3月30日  | 膽小鬼LINE              | 膽小鬼LINE                  |                      | 全版本         | ★  | A面曲 Center                   |
| 19th | 2016年3月30日  | 膽小鬼LINE              | 他有女朋友                  | Team S               | Type-A         | ★  |                                |
| 19th | 2016年3月30日  | 膽小鬼LINE              | 漫旅途中                    | 宮澤佐江和朋友們     | Type-D         | ★  |                                |
| 19th | 2016年3月30日  | 膽小鬼LINE              | 沒有望遠鏡的天文台          | Passion For You 選拔 | 全版本         |    |                                |
| 20th | 2016年8月17日  | 金的愛，銀的愛          | 金的愛，銀的愛              |                      | 全版本         | ★  | A面曲 Center                   |
| 20th | 2016年8月17日  | 金的愛，銀的愛          | 今夜Shake it !              | Love Crescendo       | 全版本         |    |                                |
| 20th | 2016年8月17日  | 金的愛，銀的愛          | Happy Ranking               | Rankingirls2016      | Type-A         | ★  |                                |
| 21st | 2017年7月19日  | 意外是芒果              | 意外是芒果                  |                      | 全版本         | ★  | A面曲                          |
| 21st | 2017年7月19日  | 意外是芒果              | 不想去Party                 | Team S               | Type-A         | ★  | Center                         |
| 21st | 2017年7月19日  | 意外是芒果              | 奇蹟的流星雨                | Passion For You選拔  | 全版本         |    |                                |
| 22nd | 2018年1月10日  | 無意識的色彩            | 無意識的色彩                |                      | 全版本         | ★  | A面曲                          |
| 22nd | 2018年1月10日  | 無意識的色彩            | 反射性無視                  | Love Crescendo       | Type-A         | ★  | 與小畑優奈共同擔任Center       |
| 22nd | 2018年1月10日  | 無意識的色彩            | 破曉的野狼                  | SAGAMI CHAIN選拔     | Type-B         | ★  | 與須田亞香里共同擔任Center     |
| 22nd | 2018年1月10日  | 無意識的色彩            | We're Growing Up            | 愛知豐田選拔         | 全版本         |    |                                |
| 23rd | 2018年7月4日   | 突如其來Punchline       | 突如其來Punchline           |                      | 全版本         | ★  | A面曲 Center                   |
| 23rd | 2018年7月4日   | 突如其來Punchline       | Parting shot                | Team S               | Type-A         | ★  | Center                         |
| 24th | 2018年12月12日 | Stand by you            | Stand by you                |                      | 全版本         | ★  | A面曲 Center                   |
| 24th | 2018年12月12日 | Stand by you            | 凍僵之前                    | Team S               | Type-A         | ★  | Center                         |
| 24th | 2018年12月12日 | Stand by you            | 鄉民們啊                    | 愛知豐田選拔         | 全版本         |    | Center                         |
| 24th | 2018年12月12日 | Stand by you            | 神不會拋下你                |                      | 劇場盤         |    |                                |
| 25th | 2019年7月24日  | FRUSTRATION             | FRUSTRATION                 |                      | 全版本         | ★  | A面曲                          |
| 26th | 2020年1月15日  | 也是有這樣的對吧？      | Who are you?                |                      | Type-A         | ★  | 獨唱曲                         |
| 27th | 2021年2月3日   | 墜入愛河Flag            | 墜入愛河Flag                |                      | 全版本         | ★  | A面曲 Center                   |
| 27th | 2021年2月3日   | 墜入愛河Flag            | Change Your World           | Black Pear           | Type-B         | ★  | 自作詞                         |
| 27th | 2021年2月3日   | 墜入愛河Flag            | Memories ～直到有一天見面～ |                      | Type-A         | ★  | 自作詞 畢業獨唱曲              |

AKB48
|      | 發行日期       | 單曲名稱           | 參與歌曲名稱         | 名義         | 收錄於   | MV | 備註                                    |
| ---- | -------------- | ------------------ | -------------------- | ------------ | -------- | -- | --------------------------------------- |
| 10th | 2008年10月22日 | 大聲鑽石           | 大聲鑽石             |              | 全版本   | ★  | A面曲 與前田敦子共同擔任Center 出道作品 |
| 11th | 2009年3月4日   | 10年櫻             | 10年櫻               |              | 全版本   | ★  | A面曲 與前田敦子共同擔任Center          |
| 12th | 2009年6月24日  | 驚喜之淚！         | 驚喜之淚！           |              | 全版本   | ★  | A面曲                                   |
| 13th | 2009年8月26日  | Maybe是藉口        | Maybe是藉口          |              | 全版本   | ★  | A面曲                                   |
| 14th | 2009年10月21日 | RIVER              | RIVER                |              | 全版本   | ★  | A面曲                                   |
| 15th | 2010年2月17日  | 櫻花印記           | 櫻花印記             |              | 全版本   | ★  | A面曲                                   |
| 15th | 2010年2月17日  | 櫻花印記           | 真假搖滾             |              | 全版本   | ★  |                                         |
| 16th | 2010年5月26日  | 馬尾與髮圈         | 馬尾與髮圈           |              | 全版本   | ★  | A面曲                                   |
| 16th | 2010年5月26日  | 馬尾與髮圈         | 馬路須加學園頂尖藍調 |              | 除Type-A | ★  |                                         |
| 17th | 2010年8月18日  | 無限重播           | 無限重播             |              | 全版本   | ★  | A面曲                                   |
| 17th | 2010年8月18日  | 無限重播           | 蔬菜姊妹             | 蔬菜姊妹     | 除Type-B | ★  |                                         |
| 18th | 2010年10月27日 | Beginner           | Beginner             |              | 全版本   | ★  | A面曲 Center                            |
| 20th | 2011年2月16日  | 變成櫻花樹         | 變成櫻花樹           |              | 全版本   | ★  | A面曲                                   |
| 21st | 2011年5月25日  | Everyday、髮箍     | Everyday、髮箍       |              | 全版本   | ★  | A面曲                                   |
| 21st | 2011年5月25日  | Everyday、髮箍     | 鬥魂                 |              | Type-A   | ★  |                                         |
| 22nd | 2011年8月24日  | 飛翔入手           | 飛翔入手             |              | 全版本   | ★  | A面曲                                   |
| 22nd | 2011年8月24日  | 飛翔入手           | 不知不覺的青春       |              | Type-A   | ★  |                                         |
| 22nd | 2011年8月24日  | 飛翔入手           | 野菜占卜             | 蔬菜姊妹2011 | 劇場盤   |    |                                         |
| 23rd | 2011年10月26日 | 風正在吹           | 風正在吹             |              | 全版本   | ★  | A面曲                                   |
| 24th | 2011年12月7日  | 崇尚麻里子         | 耶誕夜               |              | 全版本   | ★  |                                         |
| 25th | 2012年2月15日  | GIVE ME FIVE!      | GIVE ME FIVE!        |              | 全版本   | ★  | A面曲                                   |
| 26th | 2012年5月23日  | 仲夏的Sounds good! | 仲夏的Sounds good!   |              | 全版本   | ★  | A面曲                                   |
| 27th | 2012年8月29日  | 格子花紋           | 格子花紋             |              | 全版本   | ★  | A面曲                                   |
| 27th | 2012年8月29日  | 格子花紋           | 夢河                 |              | 除Type-B | ★  |                                         |
| 28th | 2012年10月31日 | UZA                | UZA                  |              | 全版本   | ★  | A面曲 與大島優子共同擔任Center          |
| 28th | 2012年10月31日 | UZA                | 破壞&重建            | Team K       | Type-K   | ★  | 與大島優子共同擔任Center                |
| 29th | 2012年12月5日  | 永遠的壓力         | 逞強的時鐘           | SKE48        | Type-A   | ★  | 與松井玲奈共同擔任Center                |
| 29th | 2012年12月5日  | 永遠的壓力         | 我們的Reason         |              | 劇場盤   |    |                                         |
| 30th | 2013年2月20日  | So long!           | So long!             |              | 全版本   | ★  | A面曲                                   |
| 30th | 2013年2月20日  | So long!           | 夕陽瑪麗             | Team K       | Type-K   | ★  | 與大島優子共同擔任Center                |
| 31st | 2013年5月22日  | 再見自由式         | 再見自由式           |              | 全版本   | ★  | A面曲                                   |
| 31st | 2013年5月22日  | 再見自由式         | How come?            | Team K       | Type-K   | ★  |                                         |
| 32nd | 2013年8月21日  | 戀愛的幸運餅乾     | 戀愛的幸運餅乾       |              | 全版本   | ★  | A面曲                                   |
| 32nd | 2013年8月21日  | 戀愛的幸運餅乾     | 最後一扇門           |              | Type-B   | ★  |                                         |
| 32nd | 2013年8月21日  | 戀愛的幸運餅乾     | 不是因為眼淚         |              | Type-B   | ★  |                                         |
| 33rd | 2013年10月30日 | 真心電流           | 真心電流             |              | 全版本   | ★  | A面曲                                   |
| 33rd | 2013年10月30日 | 真心電流           | 細雪的悔悟           | Team K       | Type-K   | ★  | 與大島優子共同擔任Center                |
| 34th | 2013年12月11日 | 倘若在梧桐樹什麼的 | 倘若在梧桐樹什麼的   |              | 全版本   | ★  | A面曲 Center                            |
| 34th | 2013年12月11日 | 倘若在梧桐樹什麼的 | Escape               | SKE48        | Type-S   | ★  |                                         |
| 35th | 2014年2月26日  | 勇往直前           | 勇往直前             |              | 全版本   | ★  | A面曲                                   |
| 36th | 2014年5月21日  | 拉布拉多獵犬       | 拉布拉多獵犬         |              | 全版本   | ★  | A面曲                                   |
| 36th | 2014年5月21日  | 拉布拉多獵犬       | 只到今天的旋律       |              | 全版本   | ★  |                                         |
| 36th | 2014年5月21日  | 拉布拉多獵犬       | 心愛的對手           | Team K       | Type-K   | ★  | 與山本彩共同擔任Center                  |
| 37th | 2014年8月27日  | 心意告示牌         | 心意告示牌           |              | 全版本   | ★  | A面曲                                   |
| 38th | 2014年11月26日 | 希望無限           | 希望無限             |              | 全版本   | ★  | A面曲                                   |
| 38th | 2014年11月26日 | 希望無限           | 第一次兜風           | Team K       | Type-B   | ★  | 與山本彩共同擔任Center                  |
| 39th | 2015年3月4日   | Green Flash        | Green Flash          |              | 全版本   | ★  | A面曲                                   |
| 39th | 2015年3月4日   | Green Flash        | 如果世界在哭泣       | SKE48        | Type-S   | ★  |                                         |
| 39th | 2015年3月4日   | Green Flash        | 鞋與傘的故事         |              | Type-N   | ★  |                                         |
| 40th | 2015年5月20日  | 我們不戰鬥         | 我們不戰鬥           |              | 全版本   | ★  | A面曲                                   |
| 40th | 2015年5月20日  | 我們不戰鬥         | 你的第二章           |              | Type-D   | ★  |                                         |
| 41st | 2015年8月26日  | Halloween Night    | Halloween Night      |              | 全版本   | ★  | A面曲                                   |
| 41st | 2015年8月26日  | Halloween Night    | 一步目音頭           |              | Type-C   | ★  |                                         |
| 41st | 2015年8月26日  | Halloween Night    | 混混機關槍           |              | Type-D   | ★  |                                         |
| 41st | 2015年8月26日  | Halloween Night    | 群像                 |              | 劇場盤   | ★  |                                         |
| 42nd | 2015年12月9日  | 紅唇Be My Baby     | 紅唇Be My Baby       |              | 全版本   | ★  | A面曲                                   |
| 42nd | 2015年12月9日  | 紅唇Be My Baby     | 365天的紙飛機        |              | 全版本   | ★  |                                         |
| 42nd | 2015年12月9日  | 紅唇Be My Baby     | 姊姊的自言自語       | Team K       | Type-B   | ★  |                                         |
| 42nd | 2015年12月9日  | 紅唇Be My Baby     | 鼓勵的話             |              | Type-D   | ★  |                                         |
| 43rd | 2016年3月9日   | 你就是旋律         | 你就是旋律           |              | 全版本   | ★  | A面曲                                   |
| 43rd | 2016年3月9日   | 你就是旋律         | Gonna Jump           | SKE48        | Type-A   | ★  |                                         |
| 43rd | 2016年3月9日   | 你就是旋律         | 混和體               | 乃木坂AKB    | Type-E   | ★  |                                         |
| 44th | 2016年6月1日   | 不需要翅膀         | 不需要翅膀           |              | 全版本   | ★  | A面曲                                   |
| 45th | 2016年8月31日  | LOVE TRIP/分享幸福 | LOVE TRIP            |              | 全版本   | ★  | A面曲                                   |
| 45th | 2016年8月31日  | LOVE TRIP/分享幸福 | 分享幸福             |              | 全版本   | ★  | A面曲                                   |
| 45th | 2016年8月31日  | LOVE TRIP/分享幸福 | 光與影的每一天       |              | 全版本   | ★  |                                         |
| 45th | 2016年8月31日  | LOVE TRIP/分享幸福 | BLACK FLOWER         |              | 劇場盤   |    |                                         |
| 46th | 2016年11月16日 | High Tension       | High Tension         |              | 全版本   | ★  | A面曲                                   |
| 47th | 2017年3月15日  | Shoot Sign         | Shoot Sign           |              | 全版本   | ★  | A面曲                                   |
| 47th | 2017年3月15日  | Shoot Sign         | Vacancy              | SKE48        | Type-A   | ★  | Center                                  |
| 47th | 2017年3月15日  | Shoot Sign         | 你最愛的 是誰？      | 坂道AKB      | Type-E   | ★  |                                         |
| 48th | 2017年5月31日  | 空有願望           | 空有願望             |              | 全版本   | ★  | A面曲 與宮脇咲良共同擔任Center          |
| 48th | 2017年5月31日  | 空有願望           | 明滅女人香           |              | Type-B   | ★  | Center                                  |
| 49th | 2017年8月30日  | #就是喜歡你        | #就是喜歡你          |              | 全版本   | ★  | A面曲                                   |
| 49th | 2017年8月30日  | #就是喜歡你        | 不放棄               |              | Type-E   | ★  | 與宮脇咲良共同擔任Center                |
| 50th | 2017年11月22日 | 11月的腳鏈         | 11月的腳鏈           |              | 全版本   | ★  | A面曲                                   |
| 50th | 2017年11月22日 | 11月的腳鏈         | 野蠻的求愛           | 舞蹈選拔     | Type-D   | ★  |                                         |
| 51st | 2018年3月14日  | Ja-Ba-Ja           | Ja-Ba-Ja             |              | 全版本   | ★  | A面曲                                   |
| 51st | 2018年3月14日  | Ja-Ba-Ja           | 愛的喪期屆滿         | SKE48        | Type-A   | ★  | Center                                  |
| 51st | 2018年3月14日  | Ja-Ba-Ja           | 無國境時代           | 坂道AKB      | Type-E   | ★  |                                         |
| 52nd | 2018年5月30日  | Teacher Teacher    | Teacher Teacher      |              | 全版本   | ★  | A面曲                                   |
| 53rd | 2018年9月19日  | 感傷列車           | 感傷列車             |              | 全版本   | ★  | A面曲 Center                            |
| 55th | 2019年3月13日  | 回憶上心頭DAYS     | 回憶上心頭DAYS       |              | 全版本   | ★  | A面曲                                   |
| 56th | 2019年9月18日  | 持續愛你           | 持續愛你             |              | 全版本   | ★  | A面曲                                   |

### AKB48家族專輯CD
SKE48
|     | 發行日期      | 專輯名稱           | 參與歌曲名稱    | 名義           | 備註        |
| --- | ------------- | ------------------ | --------------- | -------------- | ----------- |
| 1st | 2012年9月19日 | 不會忘記這天的鐘聲 | 呼拉圈GO!GO!GO! | Team S         |             |
| 1st | 2012年9月19日 | 不會忘記這天的鐘聲 | Beginner        | Team S         | 翻唱        |
| 1st | 2012年9月19日 | 不會忘記這天的鐘聲 | 鬧情緒的雨夜……  | Selection 8    |             |
| 2nd | 2017年2月22日 | 革命之丘           | 夏天啊，快！    |                | Center      |
| 2nd | 2017年2月22日 | 革命之丘           | 步槍女孩        | Love Crescendo | Center      |
| 2nd | 2017年2月22日 | 革命之丘           | 零基礎          |                |             |
| 2nd | 2017年2月22日 | 革命之丘           | 地平線          |                |             |
| 2nd | 2017年2月22日 | 革命之丘           | 花占卜          |                | 作詞 獨唱曲 |

AKB48
|     | 發行日期       | 專輯名稱                     | 參與歌曲名稱      | 名義                       | 備註                     |
| --- | -------------- | ---------------------------- | ----------------- | -------------------------- | ------------------------ |
| 3rd | 2011年6月8日   | 就是在這裡                   | 任性的收藏品      |                            |                          |
| 3rd | 2011年6月8日   | 就是在這裡                   | 就是在這裡        | AKB48、SKE48、SDN48和NMB48 |                          |
| 4th | 2012年8月15日  | 1830m                        | 藍天 不會寂寞嗎？ | AKB48、SKE48、NMB48和HKT48 |                          |
| 4th | 2012年8月15日  | 1830m                        | 在曾經看見的海底  | Up-and-coming girls        |                          |
| 5th | 2014年1月22日  | 未来轨迹                     | After rain        |                            |                          |
| 5th | 2014年1月22日  | 未来轨迹                     | 破爛藍調          |                            | 與島崎遙香共同擔任Center |
| 5th | 2014年1月22日  | 未来轨迹                     | 我 像一片葉子     |                            |                          |
| 5th | 2014年1月22日  | 未来轨迹                     | 共犯              | Team K                     |                          |
| 6th | 2015年1月21日  | 這裡是羅德斯島、在這裡跳吧！ | 愛的存在          |                            |                          |
| 6th | 2015年1月21日  | 這裡是羅德斯島、在這裡跳吧！ | Conveyor          | Team K                     |                          |
| 6th | 2015年1月21日  | 這裡是羅德斯島、在這裡跳吧！ | 紅色高跟鞋與教授  |                            | 獨唱曲                   |
| 7th | 2015年11月18日 | 0與1之間                     | 貴賓狗和你的故事  |                            | 與島崎遙香合唱           |
| 7th | 2015年11月18日 | 0與1之間                     | 愛的使者          | Team K                     |                          |
| 8th | 2017年1月25日  | 點時成菁                     | 法國麵包          |                            |                          |
| 9th | 2018年1月24日  | 那個黎明，我們都知道         | 鞋帶的綁法        |                            |                          |
| 9th | 2018年1月24日  | 那個黎明，我們都知道         | Mystery Line      |                            | Center                   |

### 劇場公演組合曲
| SKE48 Team S 1st Stage「PARTY開始了」公演 Team S 2nd Stage「手牵手」公演 Team S 3rd Stage「制服之芽」公演 Team S 4th Stage「RESET」公演 | AKB48 Team K 6th Stage「RESET」公演 大島Team K「Waiting」公演 大島Team K「最終鐘聲鳴響」公演 |

配信限定
- 為了誰 -What can I do for someone?-
- 掌心語

AKB IDOLING!!!名義
- 啾一個！

動畫電影
- 迪斯尼動畫「無敵破壞王」片尾曲《Sugar Rush》（2012年）

|}

## 演出

### 電視劇
| 首播日期   | 劇名                                            | 電視台     | 集數          | 飾演角色     | 相關連結                    |
| ---------- | ----------------------------------------------- | ---------- | ------------- | ------------ | --------------------------- |
| 2010年     |                                                 |            |               |              |                             |
| 2/12、3/26 | 馬路須加學園                                    | 東京電視台 | 6、12         | 珠理奈       | （页面存档备份，存于） 官網 |
| 2011年     |                                                 |            |               |              |                             |
| 1/12－3/30 | 妄想刑警!（モウソウ刑事!）                                   | 東海電視台 | 全劇          |              | 官網                        |
| 4/15－7/2  | 馬路須加學園2                                   | 東京電視台 | 全劇          | Center       | （页面存档备份，存于） 官網 |
| 2012年     |                                                 |            |               |              |                             |
| 4/7        | 3夜連續特備劇 黑板〜與時代戰鬥的教師們〜 第三夜 | TBS電視台  | 1話完結       |              | （页面存档备份，存于） 官網 |
| 8/24－10/5 | 馬路須加學園3                                   | 東京電視台 | 6－12         | 信長         | （页面存档备份，存于） 官網 |
| 2013年     |                                                 |            |               |              |                             |
| 2/12       | So long ! 第2夜                                 | 日本電視台 | 1話完結       |              | （页面存档备份，存于） 官網 |
| 2014年     |                                                 |            |               |              |                             |
| 1/3        | 上鎖的房間SP                                    | 富士電視台 | 1話完結       |              | 官網                        |
| 2015年     |                                                 |            |               |              |                             |
| 3/17       | 馬路須加學園4                                   | 日本電視台 | 第9話         | Center       |                             |
| 8/28       | 馬路須加學園5                                   | 日本電視台 | 第2話         | Center       |                             |
| 2016年     |                                                 |            |               |              |                             |
| 2/4        | AKB恐怖夜 肾上腺素之夜                          |            | 第33話        | 丽奈         |                             |
| 4/15-6/17  | 我不是無法結婚，是不婚                          | TBS電視台  | 全劇          | 橘雅         | （页面存档备份，存于） 官網 |
| 7/14-9/15  | 死幣ーDEATH CASHー                              | TBS電視台  | 全劇          | 南由夏       | （页面存档备份，存于） 官網 |
| 9/15       | AKB Love Night 恋工场                           | 日本電視台 | 第39話        | 冈部舞子     |                             |
| 10/30      | 陪酒须加学园                                    | 日本電視台 | 第2、3、4、話 | 水母/Center  |                             |
| 2017年     |                                                 |            |               |              |                             |
| 1/22-7/2   | 豆腐职业摔角                                    | 朝日电视台 | 全劇          | 好莱坞珠理奈 | （页面存档备份，存于） 官網 |
| 2019年     |                                                 |            |               |              |                             |
| 4/18       | 緊急審訊室3                                     | 朝日電視台 | 第2話         | 橘日名子     |                             |

网络剧
- 學校的怪談（日语：学校の怪談 (配信ドラマ)）（2012年7月 - 9月、BeeTV 手機配信）擔任旁白 YouTube上的予告編
- 馬路須加學園5（2015年8月25日 - 10月27日、Hulu）飾演：Center
- CROW'S BLOOD（2016年7月23日 - 8月27日、Hulu）飾演：松村忍

### 電影
- （2011年）飾演：伊丹早苗
- 舞妓はレディ（2014年）飾演：福名
- （2014年）飾演：長谷川心晴

### 綜藝節目
- AKBINGO!（2008年 - 2013年，日本電視台）
- AKB48 SHOW!（NHK電視台）
- SKE48学園（2009年10月3日 - ，エンタ!371）
  - 不定期出演
- SKE48のおやすみ名言道場（中京電視台）
  - ep.1（2013年4月1日）
- SKE48の世界征服女子 season2（2013年4月2日 - ，中京電視台）
  - ep.1、ep.3、ep.5、ep.11
- 神TV（2010年 - 2014年 、ファミリー劇場）
  - 不定期出演
- イッテ恋48（2011年9月25日）
  - ep.22
- SKE48的魔法廣播（2011年 - 2013年，日本電視台）
  - 第一季全集、后两季不定期出演
- SKE48的如果当女儿会如何？（2012年1月3日，东海電視台）
  - ep.7
- SKE48的炸蝦週五夜（2013年10月4日 - 2013年12月20日，日本電視台）
  - 不定期出演
- SKE48 炸蝦商！（2014年7月15日 - 2014年9月29日，日本電視台）
  - 不定期出演
- SKE48 炸蝦賭場!（2014年10月12日 - 2015年1月4日，日本電視台）
  - 不定期出演
- SKE48的星期二打工剧场（2014年9月16日）
  - ep.12、ep.18
- SKE48 结缘饭团一级棒 （2017年4月24日 - 、东海電視台）
- Produce 48（2018年6月15日、韩国Mnet）
  - ep.1 - 5

### 紀錄片、特輯
- （2008年10月22日、AKB48 10th單曲劇場盤特典映像）
- スター姫さがし太郎「松井珠理奈の素顔に完全密着～珠理奈大陸」（2011年3月5日、東京電視台）
- 「松井珠理奈の軌跡」documentary movie（2011年7月27日、SKE48 6th單曲TYPE-A特典映像）
- 「AKB48+10+1」2012年密著記錄A→Z（2013年1月31日、NHK総合）
- AKB48紀錄電影：少女們在眼淚背後看到什麼？（2013年2月1日上映）

#### 訪談
- 我們的音樂 Our Music：德永英明（2012年6月8日、富士電視台）
- special movie：野村克也（2012年9月19日、SKE48 6th單曲TYPE-A特典映像）
- ：大林宣彦×AKB48 高橋みなみ、渡辺麻友、松井珠理奈（2013年5月18日、NHK）
- （2013年10月18日）

### 48系冠名節目
- SAKAE TA☆RO（2008年8月22日、10月28日、11月4日、1月13日，2009年3月4日、4月14日、6月9日、6月30日，中京電視台）
- AKB0時59分!（2008年8月25日，日本電視台）
- 週刊AKB（東京電視台）
- AKB48神TV（2009年8月28日、9月4日、12月4日，2010年4月30日、9月23日，2012年1月29日，2014年2月2日 - 23日ファミリー劇場）
- 知道并解决!SKE网络（2010年4月5日，NHK）
- 明星尋找太郎（2010年9月11日 - 2011年9月24日、2011年3月5日，東京電視台）
- 非常SKE〜黎明前的國盜48番勝負（2010年4月5日 - 2011年5月4日，TBS電視台）
- SKE48的Idol×Idol（2010年12月20日、12月27日，中京電視台）
- アゲぽよボウル48（2011年9月24日、10月29日，愛知電視台）
- 去吧戀48（2011年9月25日、12月23日，神奈川電視台）
- AKB48短劇「微妙〜」 第一季（2011年11月17日、11月24日，ひかりTV]]）
- SKE48的魔法廣播（2011年10月11日 - 12月27日、2012年6月5日 - 6月26日、2013年1月20日 - 4月7日，日本電視台）
- SKE48的世界征服女子（2011年10月3日 - 2012年4月2日，中京電視台）
- SKE48 成為女兒怎樣！？ (2012年1月3日、2013年1月4日，東海電視台)
- AKB和××!（2012年12月20日，2013年1月17日、12月19日，2014年1月16日，讀賣電視台）
- HaKaTa百貨店（2013年2月23日，日本電視台）
- SKE48的炸蝦週五夜（2013年10月5日 - 12月21日，日本電視台）
- SKE48 炸蝦商!（2014年7月5日 - 9月30日，日本電視台）
- SKE48 炸蝦赌场!（2014年10月12日 -2015年1月4日，日本電視台）
- 结缘饭团一级棒（2017年4月24日 -）

### 廣播節目
- SKE48 観覧車へようこそ!!（CBCラジオ）
- SKE48のオールナイトニッポンR（2010年7月10日、日本放送）
- SKE48♥1+1は2じゃないよ!（2011年 - 、東海ラジオ）
- SKE48のオールナイトニッポン（2011年7月26日，11月7日、日本放送）
- ON8（2012年1月23日、bayfm）
- レコメン!（2012年1月25日、文化放送）
- 今日は一日“AKB"三昧 IN 幕張メッセ（2012年11月30日、NHK-FM）
- 「WOW!」放送内「IDOL BANK」（2013年4月1日·8日、ZIP-FM（日语：ZIP-FM））
- AKB48的「我們的故事」（NHK-FM）

### 廣告代言
- - 由SKE48來介紹愛知縣的景點，並且每月會在其活動官網增加新視頻、推薦的是大須商店街（日语：大須商店街）。
- Family Mart

### 頒獎典禮
- 第44回－46回 日本有線大獎
- 第54回、55回 日本唱片大獎

## 書籍
- B.L.T.U-17 Vol.11 Sizzleful Girl 2009 Summer（2009年8月5日，東京ニュース通信社）
- B.L.T. U-17 Vol.17（2011年2月5日，東京ニュース通信社）
- idolgraph フォトジェニ October2012（2012年12月1日，玄光社）
- SKE48 OFFICIAL HISTORY BOOK （2013年1月10日，徳間書店）
- 松井珠理奈ファースト写真集「Jurina」（2015年9月9日，集英社。ISBN 978-4-08-780767-7）

### 展覽會
- - 由珠理奈設計穿著"青空片想"打歌服的My Melody絨毛玩偶在該展覽會展出並在Yahoo!「東北太平洋海岸地震慈善拍賣」進行一週拍賣，以1日圓底價開始最終價格為451,000日圓。[33]

## 註解
1. ↑  雙人記錄包含實際採用「Center組」編制的《Beginner》。
2. ↑  此曲6種隊形，由7位成員分別擔任Center，分別為高橋南、篠田麻里子、前田敦子、板野友美、大島優子、渡邊麻友和松井珠理奈；其中渡邊麻友和松井珠理奈為雙人Center。
3. ↑  松井在單曲錄製期間因健康因素需長期休養，因此在單曲發行時未參與錄製，遺缺的部分則在休養結束後另行補製
4. 除擔任代言人、電視廣告宣傳外，還拍攝短片演示Kinect的多款遊戲。

## 引用
1. 1 2 3 4  . SKE48 OFFICIAL WEB SITE.   [2020-04-28]. （原始内容存档于2021-04-30） （日语）.
2. ↑  「オリ★スタ」(オリコン・エンタテインメント)2013年7月19日発売号
3. ↑  「BUBKA」2011年3月号
4. 1 2  . 2011  [2021-04-30]. （原始内容存档于2018-06-12） （日语）.
5. ↑  AKB48 2008夏祭り日比谷野音 Disc2 MC 特典
6. ↑  G+網頁
7. ↑  .   [2012-02-04]. （原始内容存档于2020-02-25）.
8. ↑  . AKB48官方網站. 2014-02-24  [2014-02-26]. （原始内容存档于2014-02-27） （日语）.
9. ↑  . mdpr. 2015-10-22  [2015-10-22]. （原始内容存档于2020-02-25） （日语）.
10. ↑  . AKB48官方博客. 2015-12-18  [2015-12-18]. （原始内容存档于2020-02-25） （日语）.
11. ↑   [SKE48松井珠理奈活動休止，將專心休養]. Natalie (Natasha,Inc.). 2018-07-07  [2018-08-04]. （原始内容存档于2021-02-09） （日语）.
12. ↑  [.   [2018-08-04]. （原始内容存档于2020-02-25）. ]
13. ↑  . ORICON NEWS (oricon ME). 2020-02-07  [2020-02-07]. （原始内容存档于2020-02-07） （日语）.
14. ↑  . ABEMA TIMES.   [2021-01-04]. （原始内容存档于2020-11-02） （日语）.
15. ↑  . ORICON NEWS (oricon ME). 2020-11-23  [2020-11-28]. （原始内容存档于2020-11-23）.
16. ↑  . ORICON NEWS (oricon ME). 2021-04-11  [2021-04-11]. （原始内容存档于2021-04-11）.
17. ↑  . 日刊體育 (日刊體育新聞社). 2021-04-11  [2021-04-11]. （原始内容存档于2022-12-04）.
18. ↑  . SANSPO.COM (産経デジタル). 2021-04-29  [2021-04-29]. （原始内容存档于2022-12-04）.
19. ↑  . SKE48 OFFICIAL WEB SITE (ゼスト). 2021-04-14  [2021-05-04]. （原始内容存档于2021-04-14）.
20. ↑  . SKE48 OFFICIAL WEB SITE (ゼスト). 2021-05-10  [2021-05-10]. （原始内容存档于2021-05-11）.
21. ↑   「そーいえば☆」 - SKE48公式Blog（2010年7月23日）
22. ↑  雜誌：周刊PLAYBOY 2011.NO25 SKE松井珠理奈母女專訪
23. 1 2 3 4  .   [2013-07-24]. （原始内容存档于2021-03-16）.
24. ↑  2014年11月28日《Music Station》提及。
25. ↑  雜誌：月刊ENTAME 2012年5月号「松井珠理奈中学卒業インタビュー 大人になりたかった3年間」
26. ↑  SKE48 x 周刊プレイボーイ 2013 SKE48魂之子 松井珠理奈的成長故事
27. ↑  雜誌：Only Star 2013年07月29日 松井珠理奈50問答
28. ↑  『スター姫さがし太郎』2011年3月5日放送
29. ↑  雜誌：FLASH增刊 - まるっとSKE48 Special 松井珠理奈的挑戰之路
30. ↑  雜誌：AKB總選舉公式書2013 姐妹團特別對談
31. ↑  雜誌：[ブブカ]2012年10月号 松井珠理奈1萬字訪談世代交代への決意を激白
32. ↑  AKB48全国ツアー2012公式追っかけブック AKB48パパラッツィ Vol.1 (paparazzi vol.1 AKB48全國巡演之松井珠理奈徹底追尾撮-TeamK相關) 発売日／7月6日（金）掲載／松井(珠)
33. ↑  ［チャリティ］松井珠理奈さんの「Myマイメロディ」[永久]

## 外部連結
- （日語）（页面存档备份，存于） JURINA Family - 松井珠理奈官方粉絲俱樂部
- （日語）Irving個人介紹頁（页面存档备份，存于）
- （日語）SKE48個人介紹頁
- （日語）AKB48個人介紹頁
- （日語） SKE官網Blog（松井珠理奈）
- （日語）松井珠理奈 官方755（页面存档备份，存于）
- （日語）松井珠理奈的X（前Twitter）
- （日語）松井珠理奈的Instagram帳戶
- （日語）松井珠理奈的TikTok
- （日語）YouTube上的珠理奈HOUSE 【Jurina Matsui公式チャンネル】頻道